# Абдултаофик, Ахмед
Ахмед Абдултаофик (англ. Ahmed Abdul-Taofik; род. 25 апреля 1992, Джос) — нигерийский футболист, нападающий клуба «Кацина Юнайтед».

## Карьера
Учился в футбольной академии штата Квара в Илорине. Карьеру начинал в нигерийском клубе «Квара Юнайтед». В 2010 году перешёл в латвийский «Вентспилс», в составе которого стал двукратный чемпионом. Принял участие в шести матчах Лиги Европы.
В феврале 2014 года находился на просмотре в клубе «Уфа».

## Достижения
- Чемпион Латвии (3): 2011, 2013, 2014
- Обладатель Кубка Латвии (2): 2011, 2012/13
- Серебряный призёр чемпионата Латвии: 2010
- Бронзовый призёр чемпионата Латвии: 2012